# 圖爾內勒路猶太會堂

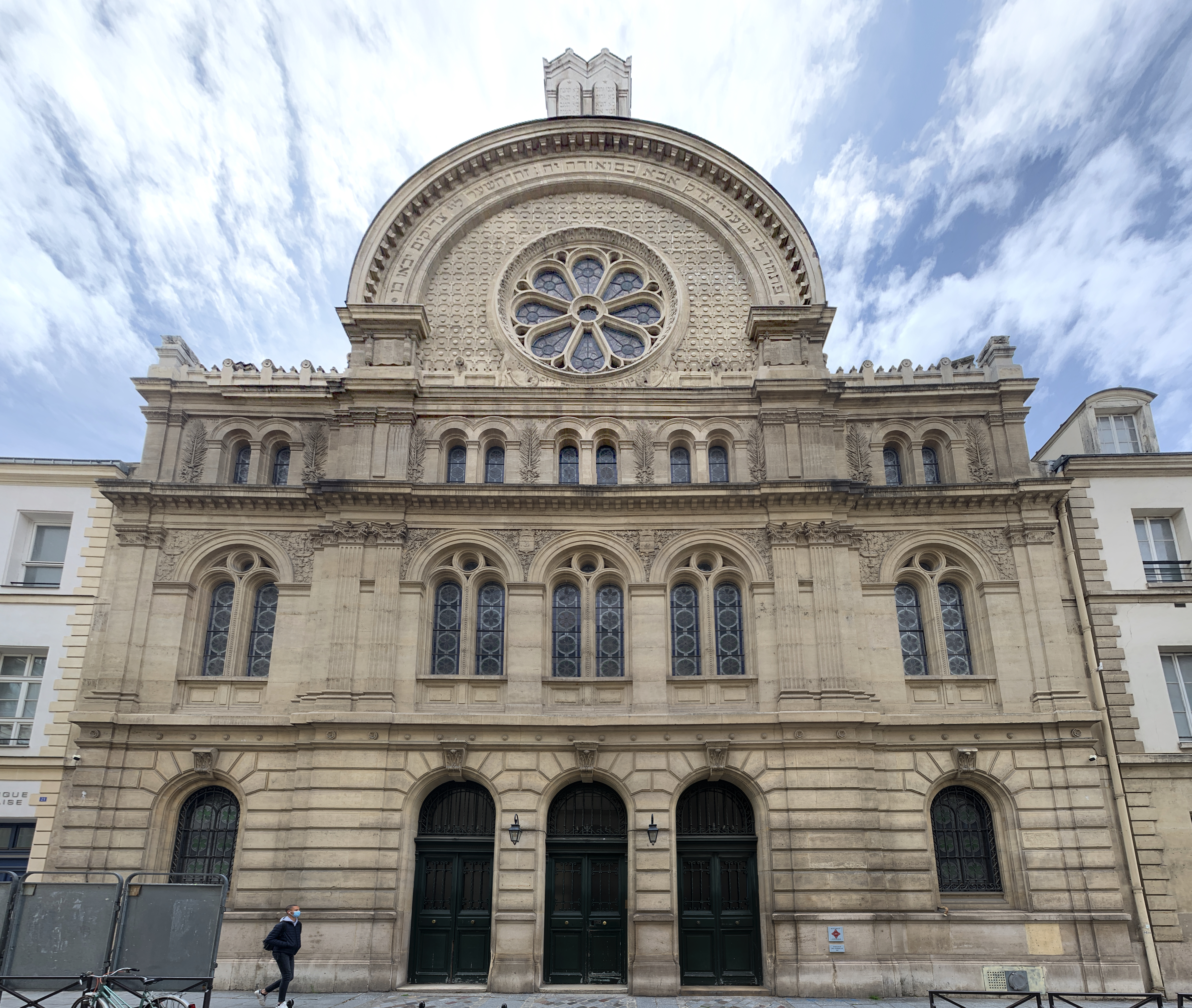

圖爾內勒路猶太會堂（法語：Synagogue de la rue des Tournelles）是法國巴黎的一座正統派猶太會堂，位於瑪萊區。猶太會堂的外觀是羅馬-拜占庭式風格。